# Aspudden (stacja metra)
Aspudden – powierzchniowa stacja sztokholmskiego metra, leży w Sztokholmie, w Söderort, w dzielnicy Hägersten-Liljeholmen, w części Aspudden. Na czerwonej linii metra T13, między Örnsbergiem a Liljeholmen. Dziennie korzysta z niej około 4400 osób.
Stacja znajduje się na głębokości 15-20 m, na północ równolegle do Hägerstensvägen. Ma jedno wyjście zlokalizowane przy Schyltersvägen. 
Otworzono ją 5 kwietnia 1964 jako 52. stację w systemie wraz z odcinkiem T-Centralen-Örnsberg. Ma jeden peron. Stacja została zaprojektowana przez Olova Blomkvista.

## Sztuka
- Rzeźba pingwina, P.G. Thelander, 1987
- Emaliowane reliefy na ścianach stacji, P.G. Thelander, 1987

## Czas przejazdu
| Linia | Stacja   | Czas przejazdu | Stacja                                                    | Czas przejazdu                   |
| T13   | Ropsten  | 20 min         | Liljeholmen Slussen Gamla stan T-Centralen Östermalmstorg | 2 min 8 min 10 min 12 min 14 min |
| T13   | Norsborg | 24 min         | Liljeholmen Slussen Gamla stan T-Centralen Östermalmstorg | 2 min 8 min 10 min 12 min 14 min |

## Otoczenie
W otoczeniu stacji znajdują się:
- Uppenbarelsekyrkan
- Pilgrimsskolan
- Aspuddens skola
- Vinterviksparken
- S:t Sigfrids kyrka